# Dorothy Hill
Dorothy Hill (Brisbane, 10 de septiembre de 1907–23 de abril de 1997) fue una geóloga y paleontóloga australiana, la primera profesora de una universidad australiana y la primera mujer presidenta de la Academia Australiana de Ciencias.

## Educación
Hill nació en Taringa, la tercera de siete hermanos, y pasó su infancia en Australia  en Brisbane. Asistió a la Escuela estatal de Coorparoo, y consiguió una beca para incorporarse a la Grammar school de chicas de Brisbane. Recibió la Medalla de Oro Lady Lilley y el Premio Conmemorativo Phyllis Hobbs en inglés e historia, en 1924.
Hill fue una deportista muy activa, que practicó atletismo y netball en el instituto, además de ser una consumada amazona en casa. En la Universidad, compitió en carreras de vallas, carreras a pie, hockey y remo. Jugó en el equipo de hockey de la Universidad de Queensland, y en el equipo femenino de hockey de Queensland. En Cambridge, obtuvo una licencia de piloto aéreo.
Instituto siguiente considere estudiar medicina y persiguiendo estudios en búsqueda médica, pero en aquella época la Universidad de Queensland no ofrecía un grado en medicina, y la familia Hill no podía permitirse económicamente enviar a Dorothy a Sídney. Afortunadamente, Hill ganó una de las veinte becas de ingreso a la Universidad de Queensland en 1924 (después de obtener la nota más alta en el Examen de Matriculación Pública Superior), donde decidió estudiar ciencias, y en particular química. Eligió estudiar geología como una materia optativa, y bajo la guía de H.C. Richards se graduó en Geología en 1928 con un título de Honor de Primera Clase y la Medalla de Oro de la Universidad por Mérito Sobresaliente. Hill continuó trabajando como becaria de la UQ desde 1929 hasta 1930 mientras estudiaba su Maestría en Ciencias, llevando a cabo investigaciones en el Valle de Brisbane sobre la estratigrafía de shale en Esk y los sedimentos en la cuenca de Ipswich. Comenzó a recolectar fósiles después de encontrarlos por primera vez en la piedra caliza local de una granja en Mundubbera, donde estaba de vacaciones. Henry Caselli Richards la propuso para una beca de viaje de la Fundación UQ para estudiar en el Museo Sedgwick de la Universidad de Cambridge, y se alojó en el Newnham College, justo cuando se sufría la Gran Depresión.
En Cambridge, Hill fue miembro de Newnham College y del Museo Sedgwick y recibió apoyo de 1931 a 1933 con una beca de investigación de Antiguos Alumnos mientras trabajaba en su doctorado bajo la supervisión de Gertrude Elles. Las universidades australianas no comenzaron a otorgar doctorados hasta 1948 (el primero en la UQ se otorgó en 1950). Hill continuó investigando en la teoría de que una vez Australia había sido cubierta de norte a sur por un mar interior, como lo demuestran los fósiles de coral que encontró en Mundubbera. Recibió una beca adicional, Estudiante Sénior de la Exposición de 1851 para dos años y el premio Fondo Daniel Pidgeon de la Sociedad Geológica de Londres que le permitió permanecer en Inglaterra hasta 1936. Varios estudiantes australianos estuvieron en Newnham College con Hill durante esta época, incluyendo Elizabeth "Betty" Ripper, que también estudiaba paleontología, y Germaine Joplin. Trabajó con los doctores W.D. Lang y Stanley Smith en la taxonomía del coral paleozoico, en el Museo de Historia Natural de Londres. Después del regreso de Hill a Australia, continuó sus estudios en la Universidad de Queensland y se doctoró en Ciencias en 1942.

## Carrera temprana
Hill permaneció en Inglaterra durante siete años, donde publicó varios artículos importantes en los que sistematizaba la terminología usada con los corales Rugosa, y describía su estructura y morfología. Tras su regreso a Australia, asumió la enorme tarea de fechar las faunas de coral calizo de Australia, utilizándolas para clasificar y dar una idea general de su amplia estratigrafía. Escribió artículos, algunos de ellas con el Dr. W.H. Bryan, sobre las faunas coralinas de todos los estados excepto Australia del Sur. Su trabajo sobre los corales se convirtió en el estándar mundial.
De 1937 a 1942, a Hill le fue otorgada una beca del Consejo de Investigación Científica e Industrial (CSIR) y trabajó como Investigadora Asociada en la Universidad de Queensland. En 1939, participó en el Servicio Geológico de Queensland, fue consultora para la Shell Corporation y Secretaria de la Royal Society of Queensland. Antes del estallido de la guerra, lideraba los trabajos de campo geológicos en la Bahía de Moreton y estaba estudiando las primeras perforaciones del núcleo de la Gran Barrera de Coral con el Comité de la Gran Barrera de Arrecifes. Ganó un premio Fondo Lyell en 1940, siendo la primera persona de Queensland y sólo la novena de Australia en hacerlo, por su trabajo en los corales.

## Segunda Guerra Mundial
Durante la Segunda Guerra Mundial Hill se alistó en el Servicio Naval Australiano Femenino Real, sirviendo en la Oficina Naval en Brisbane, una división de HMAS Moreton. Trabajó de 80 a 90 horas a la semana entre su investigación sobre el coral y en el cifrado y la codificación de las órdenes de envío en la división del general Douglas MacArthur. Ascendió a la oficina del segundo oficial de operaciones en la división, y también sirvió en el comité de planificación de desmovilización para servicios de mujeres después de la guerra.

## Carrera posterior
De 1946 a 1955, Hill fue la tercera secretaria del Comité de la Gran Barrera de Arrecifes. Ella fue clave en la construcción de las instalaciones en la estación de investigación de Heron Island. Sus esfuerzos incluyeron recaudar dinero, enviar materiales e incluso construir artículos para las instalaciones, como tanques de agua. Con su campaña pudo recibir subvenciones de la Fundación Rockefeller y del Comité de Subvenciones de Investigación de Australia. El dinero se empleó en mejorar las instalaciones del laboratorio y proporcionar alojamiento a los visitantes. Hill dio al Dr. W.G.H. un puesto en el Departamento de Geología e hizo varias contribuciones para beneficiar aún más al Arrecife. Fue nombrada profesora titular en la UQ en 1946. En 1952, fue nombrada Sénior Lecturer, antes de convertirse en Chief Lecturer en 1956, Reader en Geología en 1958 y profesora de Investigación en 1959. Se convirtió en catedrática en 1960.
Durante 1952, el profesor John W. Wells de la Universidad de Cornell visitó la Universidad de Queensland como becario Fulbright. También era una autoridad mundial en celentéreos. Tras una reunión, Hill y Wells pudieron trabajar juntos en ocho secciones sobre celenterados para la publicación de 1956, Treatise on Invertebrate Paleontology, que continúa siendo actualizada hoy. Hill escribió un segundo volumen para el tratado sobre Archaeocyatha en 1972.

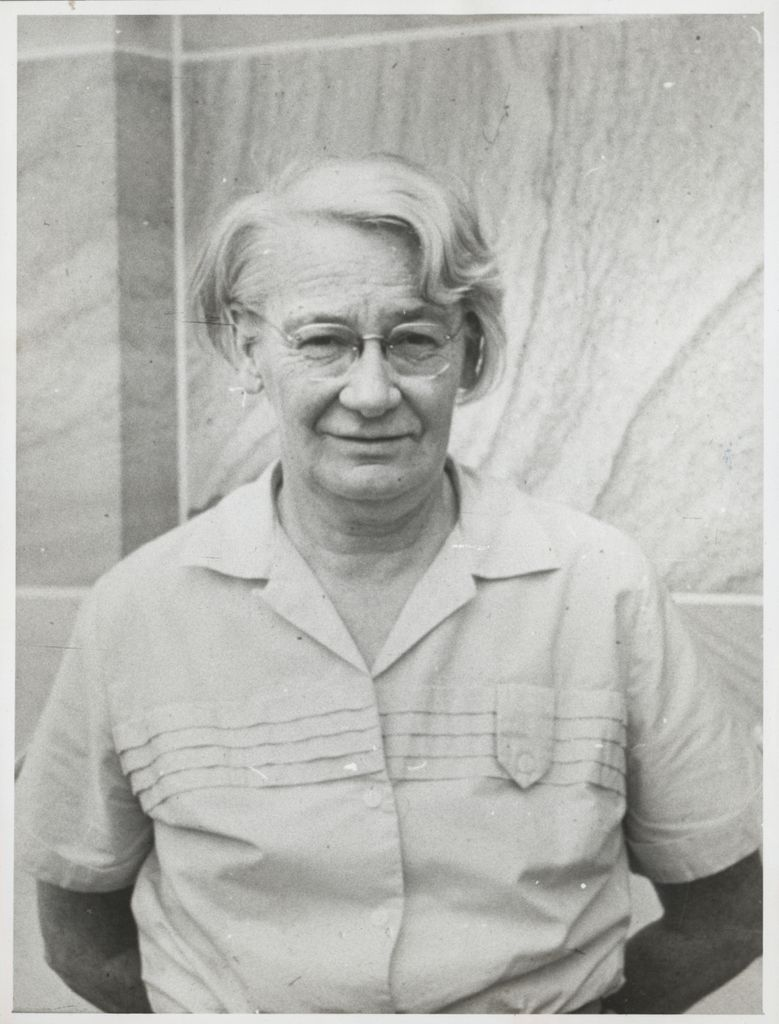
Dorothy Hill, de la Universidad de Queensland (foto incluida con el permiso de la Universidad de Queensland Fryer Biblioteca)

En 1947, Hill fue presidenta de la Royal Society of Queensland. En 1952, fue presidenta de la Sociedad Geológica de Australia, División de Queensland. En 1956, Hill se convirtió en la primera mujer de la Academia de Ciencias de Australia. De 1958 a 1964, fue editora de la Revista de la Sociedad Geológica de Australia. En 1964, Hill recibió la Medalla Lyell por su investigación científica y se convirtió en la primera mujer australiana en ser miembro de la Royal Society (de Londres). En 1968, formó la Asociación de Paleontólogos de Australasia. Hill sirvió en los comités de la Academia Australiana de Ciencias, convirtiéndose en vicepresidenta en 1969, y en la primera presidenta mujer en 1970, después de la muerte de David Forbes Martyn. Al final de su mandato no buscó la reelección. También hizo declaraciones a fines de la década de 1960 y principios de la década de 1970, para promover la incorporación de mujeres en la ciencia, desanimada por el lento crecimiento en el área, y lideró una campaña dirigida a los padres.
En 1971, Hill llegó a ser presidenta de la Junta de Profesores de la Universidad de Queensland, siendo la primera mujer así reconocida. En su entrevista con John Cole por su historia de la Universidad en 1980, indicó-
"Me pareció que, tras haber sido considerada incapaz de administrar cuando el puesto Jefe del Departamento (quedó vacante), sabiendo que yo habría tenido éxito... aquí hay una oportunidad para demostrar que las mujeres pueden administrar e investigar... Realmente no podía ver por qué una mujer no podía dirigir una universidad."
Se retiró de la Universidad a finales de 1972 para permitir que los académicos más jóvenes tuvieran su turno en la administración y para volver a investigar, y el puesto Dorothy Hill se estableció en su honor en Paleontología y Estratigrafía. Continuó acudiendo a la Universidad para seguir con su investigación mucho después de su jubilación oficial, hasta aproximadamente 1987. Fue reconocida con un doctor honoris causa en Leyes de la Universidad en 1974, en reconocimiento a su tiempo en la Junta de Profesores.
Hill publicó más de 100 artículos de investigación en revistas y libros australianos e internacionales. En 1978, Hill completó la Bibliografía e Índice completos de Coral Paleozoico Australiano.
Hill consideraba esencial el valor de una biblioteca para una Universidad. Su experiencia sobre el profundo beneficio que las bibliotecas de la Universidad de Cambridge le dieron a sus académicos, junto con el mal estado de la Biblioteca de la Universidad de Queensland hasta 1949, condujo al desarrollo de la Biblioteca del Departamento de Geología de la Universidad de Queensland. La Biblioteca de Geología se fusionó con la Biblioteca de Ciencias Físicas e Ingeniería de la Universidad en 1997. Ochenta cajas de sus papeles se donaron a la Biblioteca Fryer de la Universidad de Queensland después de su muerte. Se puede acceder a una exposición en línea de su vida y a  una selección de sus documentos profesionales desde la Biblioteca de la Universidad de Queensland. Su considerable colección geológica, de miles de delgadas secciones de roca en portaobjetos de vidrio, se encuentra en el Museo de Geología de la Universidad de Queensland y en museos de todo el mundo. Se dio su nombre a la Acanthastrea hillae, la Australomya hillae, la Filiconcha hillae y la Reticulofenestra hillae.
Hill murió en 1997.

## Obra relacionada con la archivística
Acudió en 1931 al Archivo General de Indias con motivo de un trabajo de investigación encargado por la Library of Congress sobre la "Historia de los Estados Unidos en regiones que estuvieron bajo dominio español.

## Premios
- 1932: Beca de Investigación de Antiguos Alumnos de Newnham College, Cambridge
- 1934: Fondo Daniel Pidgeon, Sociedad Geológica de Londres
- 1935: Beca de investigación 1851, para estudiantes de último año, Newnham College, Cambridge[30]
- 1940: Premio del Fondo Geológico Lyell
- 1956: miembro de la Academia Australiana de Ciencias (primera mujer)
- 1965: miembro de la Royal Society (de Londres) (con la Medalla Lyell) (primera mujer australiana)
- 1966: Medalla Clarke por la Royal Society of New South Wales
- 1967: Medalla Mueller de la Asociación Australiana y de Nueva Zelanda para el Avance de la Ciencia (ANZAAS)
- 1967: Medalla Bancroft de la Asociación Médica de Australia, rama de Queensland
- 1967:Retrato encargado. Este retrato de Lola McCausland está expuesto en la Biblioteca de Ciencias e Ingeniería de Dorothy Hill en la UQ.[31]
- 1970: Presidente de la Academia Australiana de Ciencias (primera mujer)
- 1971: CBE, por los servicios a la geología y la paleontología
- 1972: Queenslandesa del año (premio del Partido Nacional de Queensland)
- 1974: Doctorado Honorario de Leyes por el trabajo en la administración universitaria, la Universidad de Queensland[32]
- 1977: Medalla del Jubileo de Plata de la Reina Isabel II[33]
- 1981: Medalla Browne
- 1983: Medalla ANZAAS
- 1993: A.C. (Compañera de la Orden de Australia) del gobierno australiano

## Reconocimientos
Forma parte del proyecto Mujeres Investigadoras en los Archivos Estatales (1900-1970) del Ministerio de Cultura. Busca visibilizar a las investigadores que han desarrollado su labor en alguno de los nueve archivos competencia de dicho ministerio entre los años 1900 y 1970: Archivo Histórico Nacional, el Archivo de la Corona de Aragón, el Archivo General de Simancas, el Archivo General de Indias, el Archivo de la Real Chancillería de Valladolid, el Archivo General de la Administración y el Centro de Información Documental de Archivos. 

## Legado
Hill contribuyó significativamente en el área de ciencias de la tierra en Australia y fue un modelo a seguir esencial a la hora de abrir un mundo completamente nuevo de educación para las mujeres. Fue mentora de muchos estudiantes que tuvieron un gran éxito en el campo de las ciencias de la tierra, incluyendo Ken Campbell y Graham Maxwell. Malcolm Thomis, en su historia de la Universidad de Queensland, describió a Hill como la "graduada más destacada de los primeros 75 años de la Universidad".  La Gran Corte de la Universidad de Queensland presenta una piedra grotesca tallada por Rhyl Hinwood en 1982. También hay un busto de Hill, esculpido por Rhyl Hinwood en la Grammar School de chicas de Brisbane. El State School de Coorparoo nombró una porción de su escuela debido a Hill en 2015.
En 1997, la Biblioteca de Ciencias Físicas e Ingeniería de la Universidad de Queensland fue nombrada Biblioteca de Ciencias Físicas e Ingeniería de Dorothy Hill en su honor.
En 2014, la Escuela de Ciencias de la Tierra de la Universidad de Queensland nombró a su buque de investigación, RV D Hill, para honrar su legado a la investigación de los fósiles de coral.
Desde 2002, la Academia Australiana de Ciencias ha otorgado el Premio Dorothy Hill a las mujeres investigadoras en ciencias de la tierra. La Sociedad Geológica de Australia, División de Queensland, también otorga una Medalla Dorothy Hill a personas que han hecho contribuciones significativas al avance del conocimiento de la geología de Queensland.
En 2016, el Dr. Gilbert Price y sus colegas de la Facultad de Ciencias de la Tierra de la Universidad de Queensland localizaron el martillo de roca de Hill y crearon un modelo en 3D para una exhibición que celebraba su vida. Gilbert Price incluyó la imagen 3D en un artículo sobre Hill y su martillo.
El distrito electoral de Hill creado en la redistribución electoral del estado de Queensland en 2017 recibió su nombre debido a ella, en reconocimiento a su trabajo para la Gran Barrera de Coral.
Una calle en el pueblo diseñada para los Gold Coast Commonwealth Games 2018, también ha sido nombrada en su honor.
Un observatorio astronómico lleva el nombre de Hill en el campus abierto de educación Marrapatta del Grammar school de chicas de Brisbane.